# Rhodomyrtus mengenensis
Rhodomyrtus mengenensis är en myrtenväxtart som beskrevs av Neil Snow. Rhodomyrtus mengenensis ingår i släktet Rhodomyrtus och familjen myrtenväxter.
Artens utbredningsområde är Papua Nya Guinea. Inga underarter finns listade i Catalogue of Life.